# Préjudices
Pour les articles homonymes, voir Préjudice.
Préjudices est une série télévisée française en 115 épisodes de 22 minutes, créée par Michel Reynaud et diffusée entre le 13 mars et le 30 juin 2006 sur France 2 et rediffusée sur France 4.

## Synopsis
Chaque jour, l'équipe de la juge Armani résout des affaires inspirées de faits réels et fait passer devant la justice des criminels.

## Distribution

### Acteurs principaux
- Tadrina Hocking : Mathilde Armani, juge d'instruction
- Sandrine Rigaux : Marie Belmont, lieutenant de police
- Renaud Danner : Alexandre Samowicz, lieutenant de police
- Smaïl Mekki : Nacer Bessa, greffier
- Laurence Pollet Villard : Medecin légiste
- Michel Reynaud : Docteur Chang
- Christian Abart : Inspecteur Payot

### Acteurs secondaires et invités
- Matthieu Dessertine (épisode: Élite nationale)
- Céline Duhamel
- Stéfan Godin
- Rebecca Hampton
- Stone (épisode : Intrusion)
- Jérémy Bardeau
- Frédéric Norbert (épisode : détournement)
- Charles Clément (épisode : Temps de chien)